# Ђорђе Миловановић (сликар)
Ђорђе Миловановић (Београд, 20. фебруар 1850 — Минхен, 3. фебруар 1919) био је српски сликар.

## Биографија
Школован је у Минхену.
Радио је као наставник цртања на Великој школи а потом и као начелник картографског одељења војног министарства. Један је од најбољих представника српске реализма, данас неправедно заборављен.
Ђорђе Миловановић био је један од оснивача Друштва Светог Саве и у првом Главном Одбору друштва имао је улогу књижничара. Касније је био књижничар друштва и магационер Друштвених књига. Једно време био је управник Друштвеног пансионата, а све до своје смрти био је члан Главног Одбора овог Друштва. Ђорђе Миловановић је саставио и израдио Друштвену диплому, Друштвену медаљу и амблеме на Друштвеном Дому.
Био члан САНУ-а и Ладе.  
Први светски рат је Миловановића затекао у Немачкој, где се налазио у посети ћерци. Чим је рат објављен Србији немачке власти су Миловановића затвориле у војни казнени завод и у том затвору га држале три и по месеца. Потом је био конфиниран у Оберхајму, а умро је у Минхену 1919. године.